# Topfreedom
Topfreedom este un termen din engleză, ce se referă de regulă la libertatea femeilor de a apărea topless, în sânii goi, neacoperiți, atât în spații publice, cât și pe rețelele de socializare. 
În momentul de față, există la nivel mondial o mișcare de recunoaștere a libertății femeilor de apărea în sânii goi, atât în public, cât și în mediul online (Facebook și Instagram nu permit poze cu femei în sânii goi, neacoperiți).
Mișcarea își are originile în cultura hippie, începând încă din anii '60 (vezi The Ladybirds). 
În prezent există Ziua topless (pe 26 august, în engleză Go Topless Day), în care sunt încurajați atât bărbați, cât și femei, să meargă topless în public.

## Critici
În multe cazuri, a apărea topless în public este considerat indecent, imoral.

## Situația în România
În România, persoanele de sex feminim pot apărra topless în public, atâta timp cât nu au conotații sexuale.

## Galerie

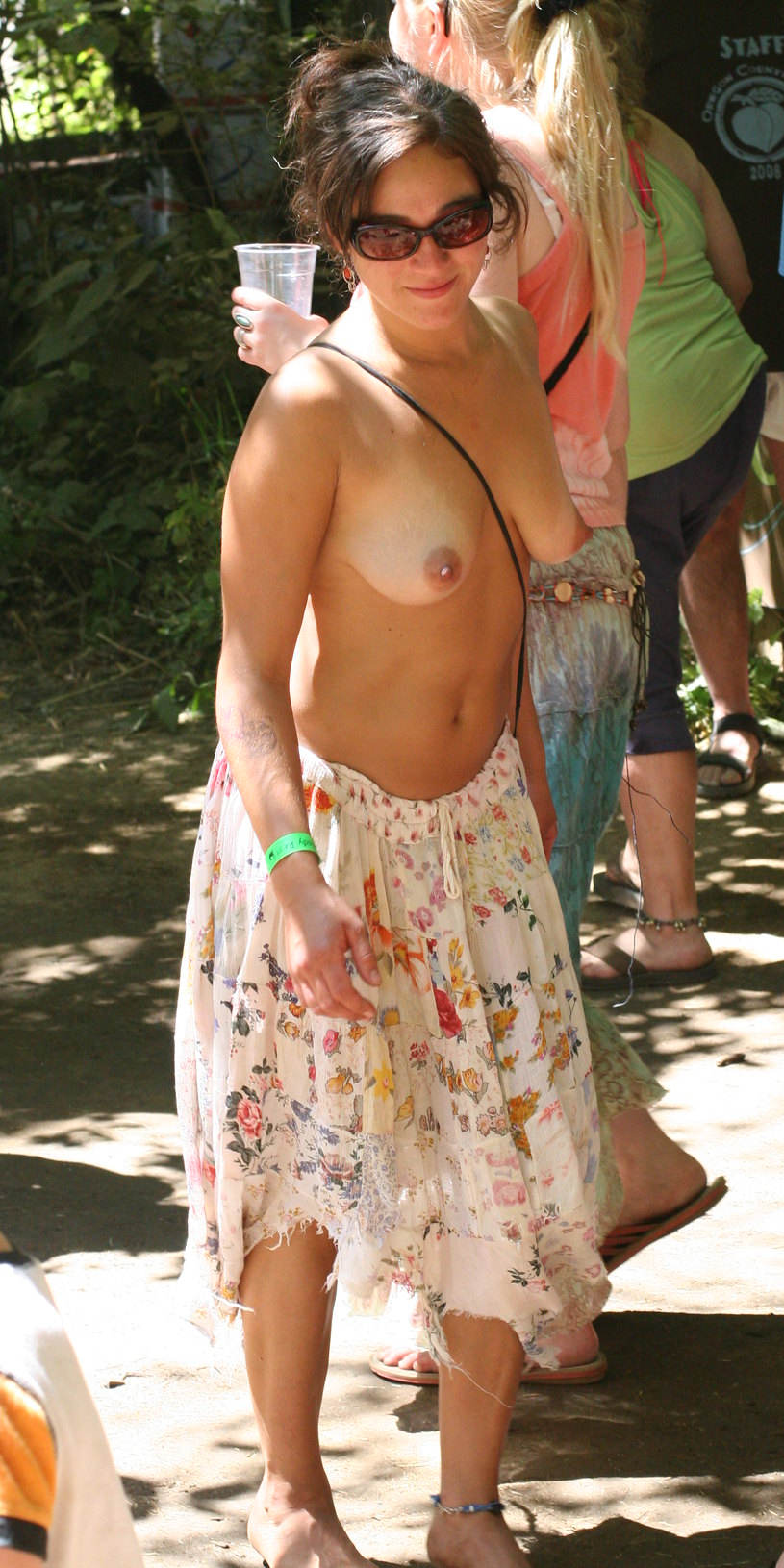
Femeie topless la un festival
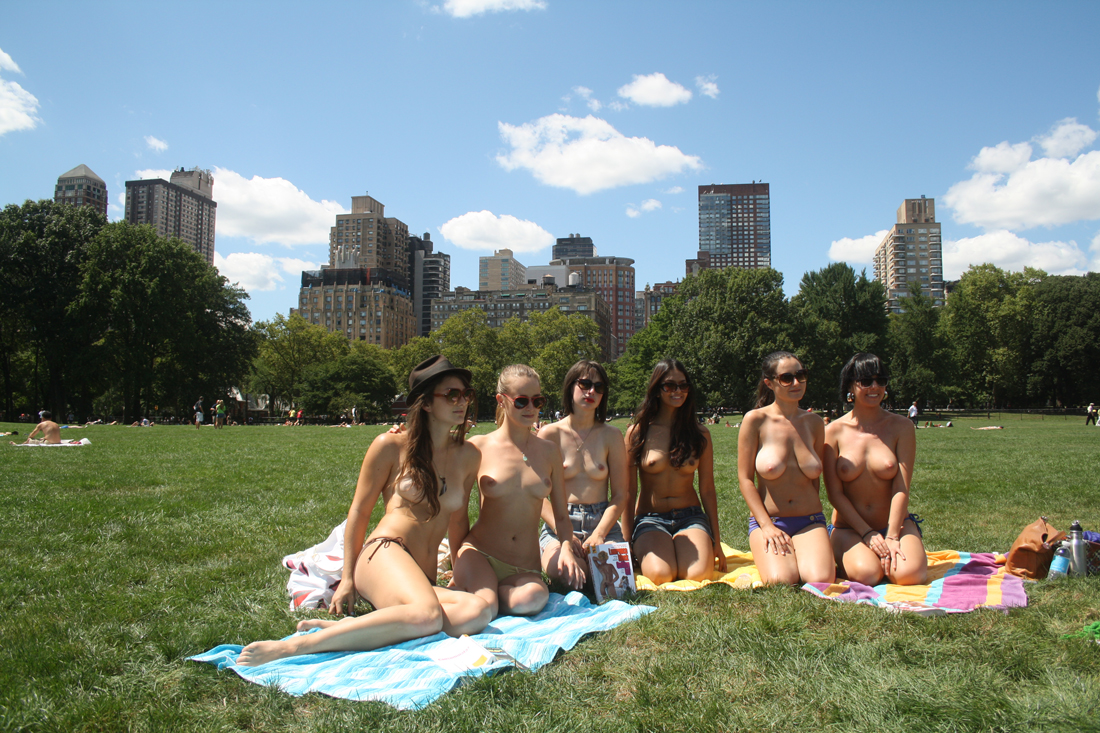
Femei topless în cadrul unui protest pașnic
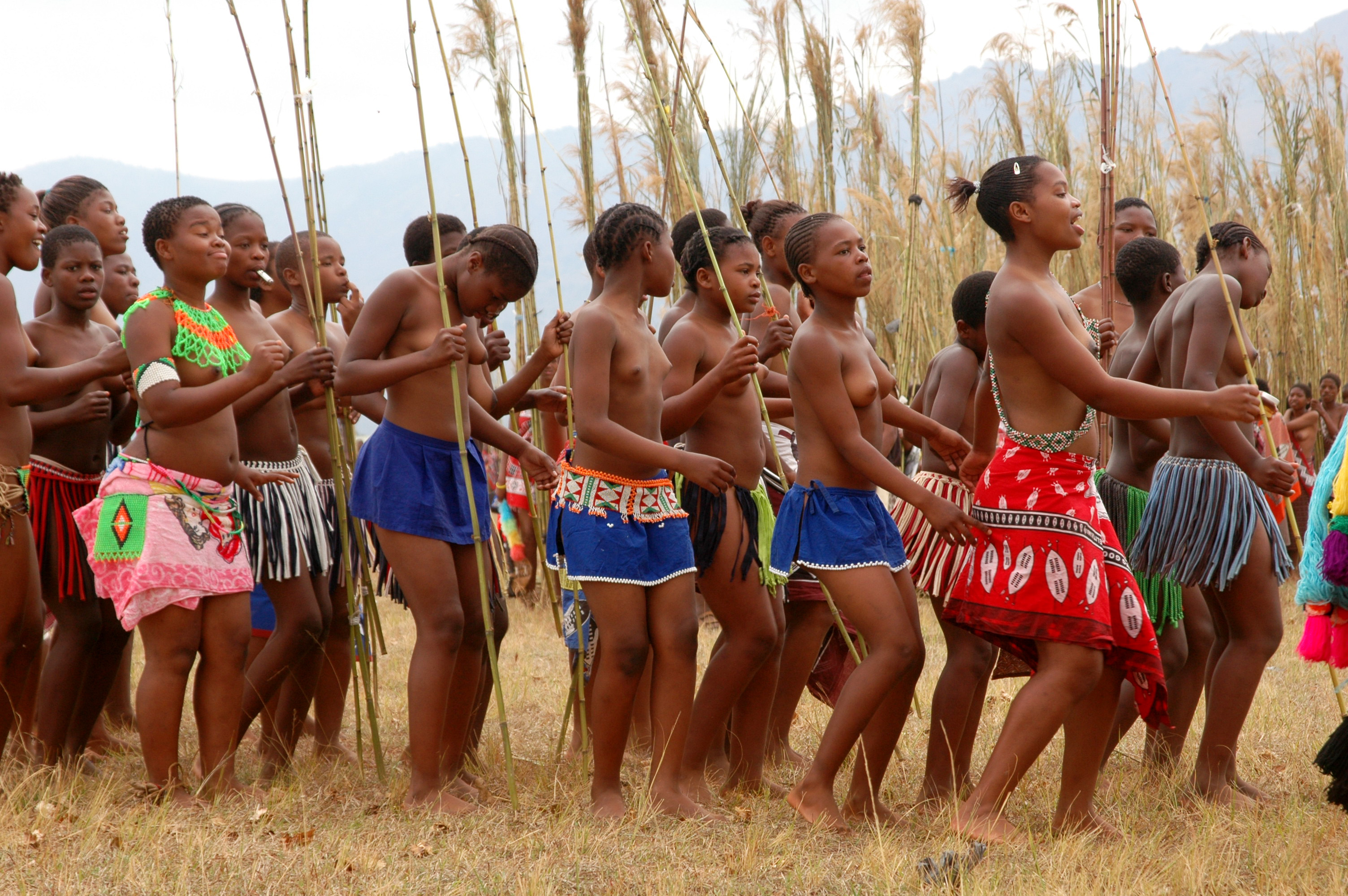
Dans tradițional în Swaziland
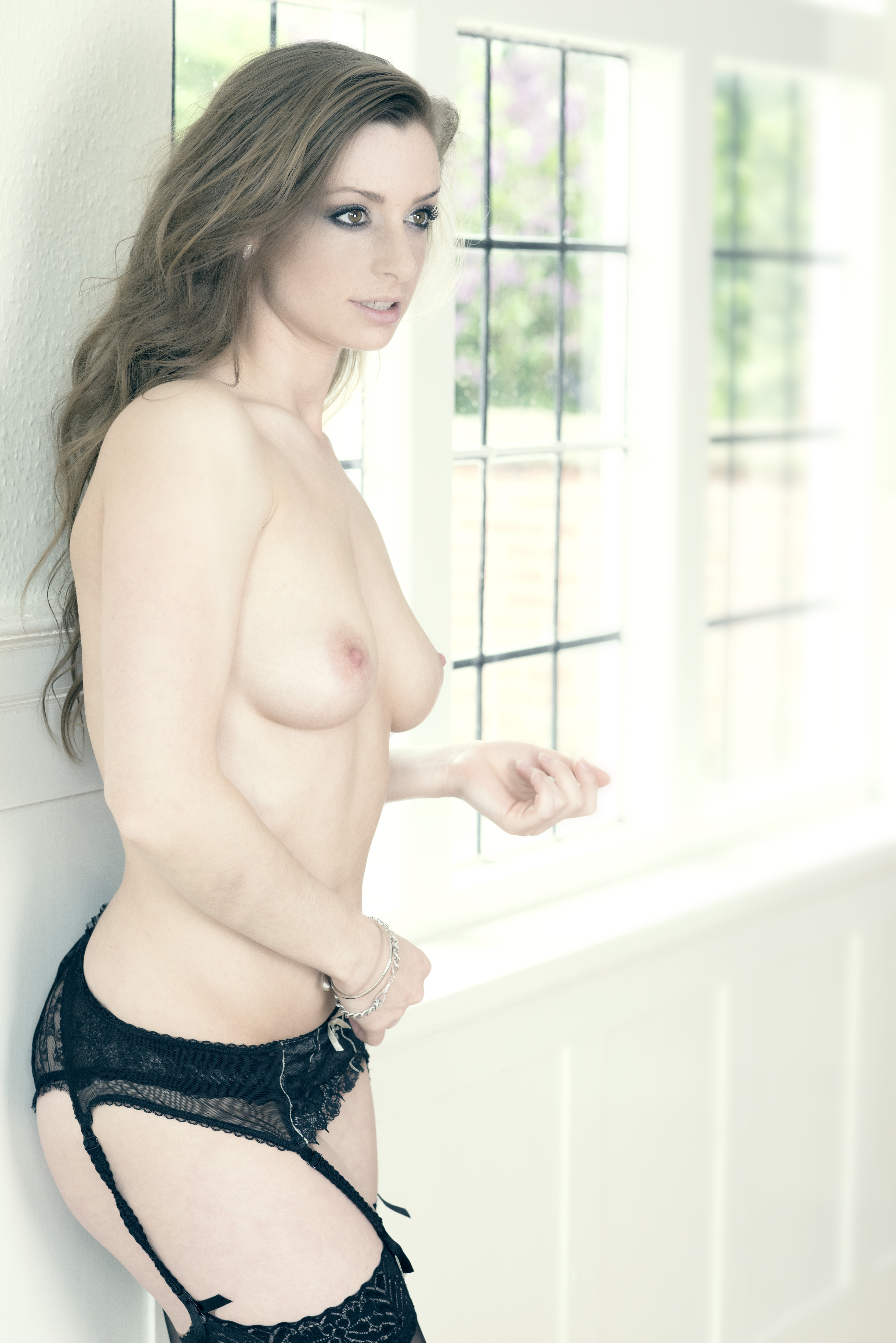
Fotomodel în lenjerie intimă (poză artistică)
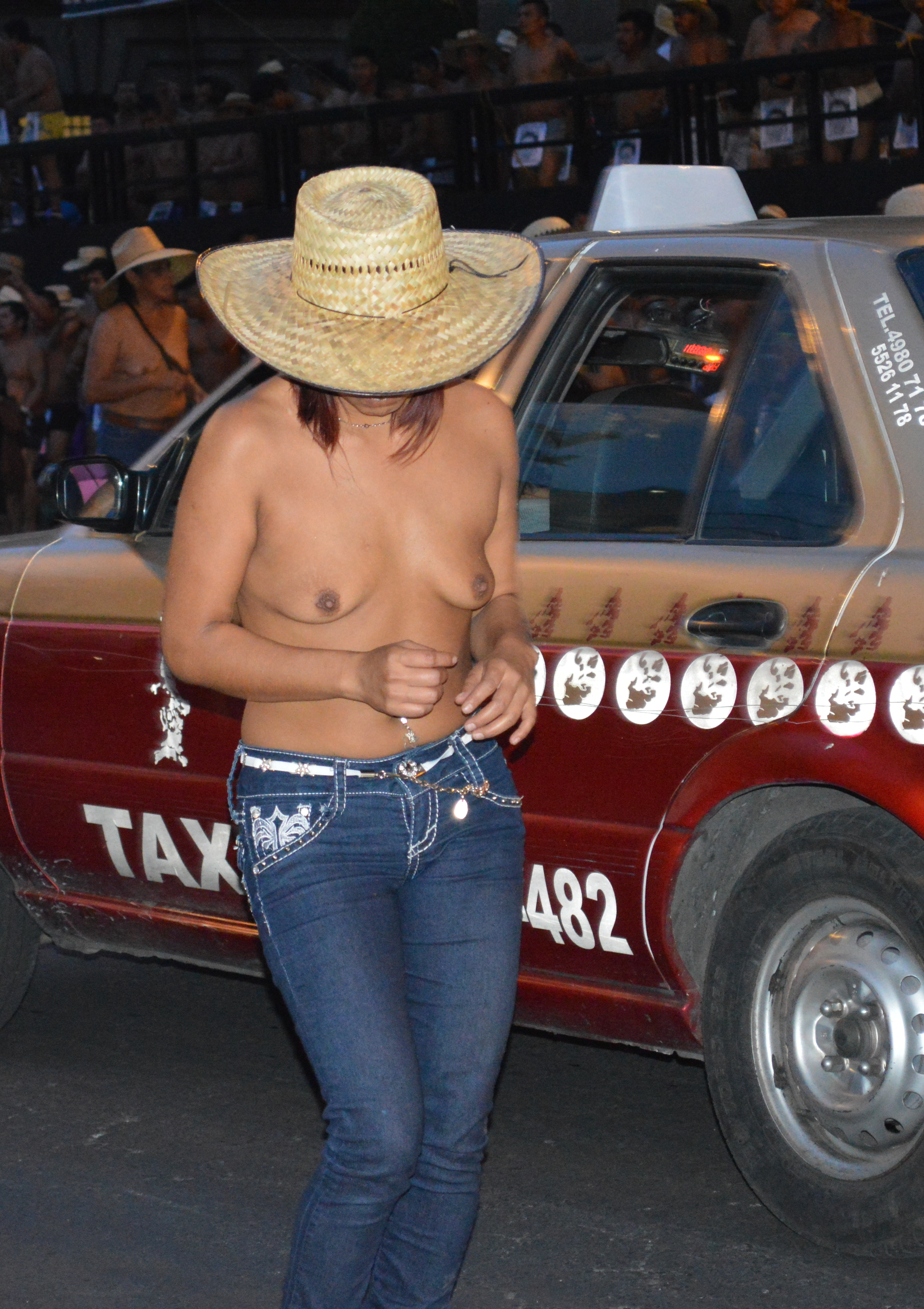
Protestatară topless
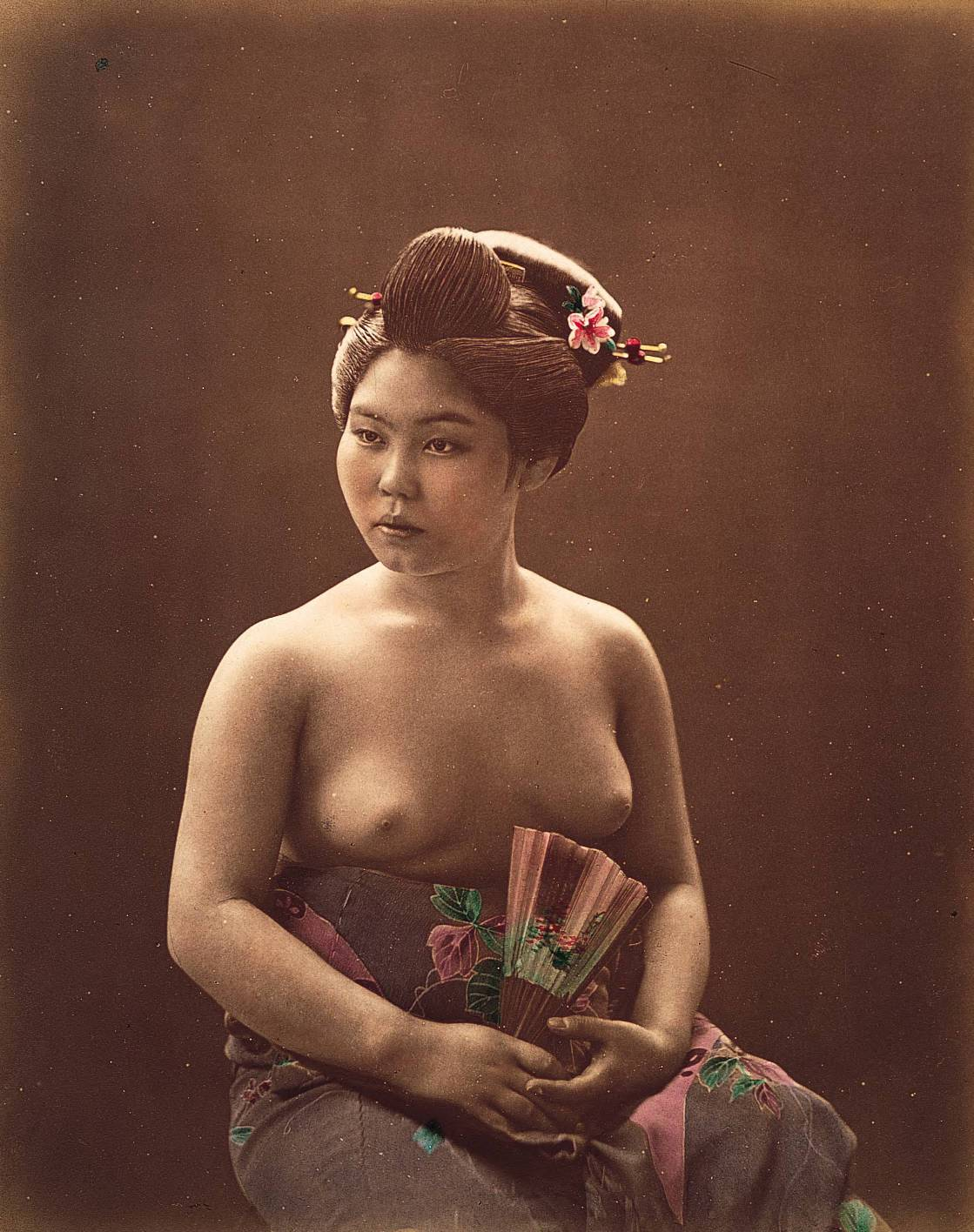
Femeie japoneză în costum tradițional topless